# Joachim Andersen
|  | Aquest article tracta sobre Joachim Andersen. Si cerqueu el futbolista, vegeu «Joachim Andersen (futbolista)». |

Joachim Andersen (29 d'abril del 1847 - 7 de maig del 1909) fou un flautista i compositor danès.
Va escriure vuit volums d'Estudis per a flauta. Aquests mètodes guarden el privilegi d'haver estat una important referència pedagògica durant més de cent anys. Però Andersen a més d'autor d'aquests mètodes, va ser un important flautista, compositor i director d'orquestra. Va començar els primers estudis de música junt amb el seu germà Vigo amb el seu pare: Christian Andersen i com a flautista va tenir el privilegi de ser membre fundador en qualitat de la primera flauta solista de l'Orquestra Filharmònica de Berlín, en maig de 1882.
Després d'una malaltia a la llengua, la seva carrera com a flautista arribà a la fi i començà a ser director assistent del mestre Nikisch en aquella mateixa orquestra. Més tard va tenir una importantíssima influència en la vida musical de Dinamarca. Va compondre més de trenta obres per a flauta i piano o per a flauta i orquestra. No oblidem que durant la segona mitat del segle xix, aquest tipus de composicions, com les d'Andersen, eren l'estàndard del repertori per a flauta i piano, és a dir, era la música que més es tocava en aquell temps. Com a pedagog va tenir entre els seus alumnes al suec Harald Fryklöf i al neerlandès Ary van Leeuwen.